# Ca n'Oliver Vell
Ca n'Oliver Vell és una casa amb elements gòtics de Pontós (Alt Empordà) inclosa a l'Inventari del Patrimoni Arquitectònic de Catalunya.

## Descripció
Situat dins del nucli urbà de la població de Pontós, a la banda de migdia del terme, al carrer de la Pobla.
Edifici aïllat de planta irregular format per cinc grans cossos rectangulars adossats, amb les cobertes de teula de dos vessants. Majoritàriament estan distribuïts en planta baixa, pis i golfes. La part principal de la construcció es correspon amb els dos volums centrals, disposats en angle recte formant així un pati rectangular a la banda de ponent. A migdia, aquest pati està tancat per dos cossos més adossats als anteriors, i disposats de la mateixa manera. El cos originari, amb la façana principal orientada al pati occidental, presenta un portal d'arc de mig punt de grans dimensions bastit amb grans dovelles de pedra calcària i carreus escairats als brancals. Al pis hi ha quatre finestres rectangulars emmarcades amb carreus de pedra, les llindes planes amb guardapols superiors i els ampits motllurats. Destaca un rellotge de sol de forma semicircular bastit en ferro. A les golfes hi ha senzilles finestres rectangulars de mida més petita i amb els emmarcaments arrebossats. La façana de llevant, orientada al carrer i a l'accés principal a ca n'Oliver, presenta finestres rectangulars emmarcades amb carreus de pedra. En destaca la que està situada a l'extrem de migdia del pis, d'arc trilobulat amb arquets i protegida per un guardapols decorat amb petites figures escultòriques. Aquesta obertura està situada al costat del portal d'accés a l'interior del cos adossat al sud-est, al que s'accedeix per unes escales exteriors. El portal està coronat per un frontó arrebossat decorat amb un petit escut central amb l'anagrama “IHS”. Al costat d'aquesta obertura hi ha un gran plafó de ceràmica vidrada. També es pot accedir a l'interior de l'edifici per la planta baixa, mitjançant un gran portal d'arc rebaixat pels vehicles, que dona pas al pati. La façana de llevant presenta, al pis, finestrals d'arc de mig punt amb els emmarcaments arrebossats disposats a mode de dovelles i pintats de color vermell. La façana de ponent presenta, a la planta baixa, quatre arcs rebaixats bastits en pedra i sostinguts per pilars decorats amb capitells que presenten les lletres “AVE MARIA” i la data 1904. Al pis hi ha quatre finestrals idèntics als de la façana de llevant. Un dels centrals té sortida a un balcó corregut amb la llosana de revoltons i barana de ferro treballat. Des del cos principal també es pot accedir a aquest balcó mitjançant un portal rectangular emmarcat amb carreus de pedra i guardapols superior. Els dos cossos de migdia, i també el de tramuntana, presenten senzilles obertures rectangulars amb els emmarcaments arrebossats. A l'interior del volum originari hi ha estances cobertes amb voltes rebaixades bastides amb maons disposats a pla, emblanquinades.
La construcció presenta els paraments exteriors arrebossats i pintats amb una tonalitat rosada.

## Història
Ca n'Oliver Vell era anomenada antigament Cal Monjo. La seva història es remunta fins, com a mínim, el segle xvi, època en què es bastí la façana més antiga que presenta una finestra gòtico-renaixentista. L'heretat presenta diferents èpoques constructives, ha estat reformada i ampliada en diverses ocasions. Cal destacar que a la façana de ponent, on presenta quatre arcs rebaixats de pedra, es pot apreciar la inscripció “AVE MARIA” i la data 1904, testimoni de l'any de l'obra.
La façana de ponent presenta, a la planta baixa, quatre arcs rebaixats bastits en pedra i sostinguts per pilars decorats amb capitells que presenten les lletres “AVE MARIA” i la data 1904, testimoni de l'any d'aquesta ampliació.
Posteriorment, vers el 1950, l'arquitecte Pelayo Martínez reforma la casa per acollir el noviciat dels Germans Maristes. Després de servir de convent marista passà a ser una casa de colònies que té la particularitat d'enfocar els tallers dirigits a escolars per aprofundir en la prehistòria i en l'arqueologia en general.